# 根本優奈
根本 優奈（ねもと ゆな、11月26日 - ）は、日本の女性声優。東京都出身。クレイジーボックス所属。

## 経歴
日本ナレーション演技研究所、専門学校東京アナウンス学院出身。
2018年よりクレイジーボックスに所属。

## 人物
趣味はYouTube動画（ゲーム実況、メイク動画、ASMR、ダンス動画等）をみること、ゲーム、コスメ集め、セルフジェルネイル。特技はダンス、中国武術。

## 出演
太字はメインキャラクター。

### テレビアニメ
2019年
- Z/X Code reunion（大神伊万里、椿井可愛）

2021年
- ブルーピリオド（城田）

2022年
- であいもん（生徒）
- 東京ミュウミュウ にゅ〜♡（女子、客、パラサイトアニマ、携帯電話メッセージ音声） - 2シリーズ
- 虫かぶり姫（マチルダ・ダウナー）

2023年
- カワイスギクライシス（AI）

2024年
- ささやくように恋を唄う（泉志帆）

2025年
- 異修羅（少女）
- ふたりソロキャンプ（火野瑞希）

### 劇場アニメ
- グリッドマン ユニバース（2023年）

### Webアニメ
- ウマ娘 プリティーダービー ROAD TO THE TOP（2023年、パン屋、同級生）
- スパイダーマン:フレンドリー・ネイバーフッド（2025年、ロクサーナ）

### ゲーム
2019年
- アルテイルクロニクル（シエラ）
- かんぱに☆ガールズ（アクセリナ・セルナ）
- 黒騎士と白の魔王（イヴ、ブライダルイヴ）

2020年
- アルテイルクロニクル（モーナ）
- モンスターストライク（華陀、キャスケイト）

2023年
- 幻獣契約クリプトラクト（デナイア）
- 信長の野望 出陣（浅井初、本多小松、望月千代女）

2024年
- ウマ娘 プリティーダービー（エアメサイア）

### ドラマCD
- SEVEN’s CODE ZERO シリーズ（2020年 - 、高瀬爾名、にな）[19]
  - vol.1 HALZiNA Weiß 〜The Blessing of Johannes  1 天測航行
  - Vol.4 HALZiNA Weiß 〜The Blessing of Johannes  4 救命艇で朝を待て
  - vol.5 HALZiNA Weiß 〜The Blessing of Johannes  5 海中分解

### テレビ番組
- 世界一受けたい授業（日本テレビ、2019年11月22日・2022年6月4日）[20]

### 舞台
- 朗読劇『原城哭く』（2019年11月9日・10日） - ファビアーノ 役
- hood（2020年7月22日 - 27日、上野ストアハウス） - 畑玉荏 役[21]
- 故人、宿します。(2020年10月15日 - 19日) - 林原薫 役
- イエスタデイ（2021年1月6日 - 11日、上野ストアハウス） - 嵯峨野綾 役[22]
- Birtholdilldeath（2021年5月24日 - 6月8日、Confetti Streaming Theater） - クレーメンス 役[23]
- 爆烈アンチテーゼ -Shuffle-（2022年4月20日 - 25日、シアターブラッツ）

### デジタルコミック
- ささやくように恋を唄う（2024年 - 2025年、泉志帆[24]）

## ディスコグラフィ

### キャラクターソング
| 発売日  | 商品名                                    | 歌 | 楽曲               | 備考                                      |
| 2024年  | 2024年                                    | 2024年 | 2024年             | 2024年                                    |
| ------- | ----------------------------------------- | --- | ------------------ | ----------------------------------------- |
| 4月17日 | ウマ娘 プリティーダービー WINNING LIVE 18 | エアメサイア（根本優奈） | 「十帰りの花」     | ゲーム『ウマ娘 プリティーダービー』関連曲 |
| 4月17日 | ウマ娘 プリティーダービー WINNING LIVE 18 | メジロライアン（土師亜文）、アイネスフウジン（長江里加）、ウイニングチケット（渡部優衣）、トーセンジョーダン（鈴木絵理）、ビコーペガサス（田中あいみ）、イクノディクタス（田澤茉純）、ヤエノムテキ（日原あゆみ）、ナリタトップロード（中村カンナ）、ワンダーアキュート（須藤叶希）、ドゥラメンテ（秋奈）、ラインクラフト（小島菜々恵）、シーザリオ（佐藤榛夏）、エアメサイア（根本優奈）、デアリングハート（希水しお） | 「うまぴょい伝説」 | ゲーム『ウマ娘 プリティーダービー』関連曲 |
| 6月26日 | ウマ娘 プリティーダービー WINNING LIVE 19 | スティルインラブ（宮下早紀）、ラインクラフト（小島菜々恵）、シーザリオ（佐藤榛夏）、エアメサイア（根本優奈）、デアリングハート（希水しお） | 「Unite!!」        | ゲーム『ウマ娘 プリティーダービー』関連曲 |
| 6月26日 | ウマ娘 プリティーダービー WINNING LIVE 19 | マンハッタンカフェ（小倉唯）、ミホノブルボン（長谷川育美）、アグネスタキオン（上坂すみれ）、アドマイヤベガ（咲々木瞳）、ヴィブロス（伊藤彩沙）、ダンツフレーム（福嶋晴菜）、ジャングルポケット（藤本侑里）、スティルインラブ（宮下早紀）、ネオユニヴァース（白石晴香）、ラインクラフト（小島菜々恵）、シーザリオ（佐藤榛夏）、エアメサイア（根本優奈）、デアリングハート（希水しお）                                   | 「うまぴょい伝説」 | ゲーム『ウマ娘 プリティーダービー』関連曲 |

### シリーズ一覧
1. ↑  第1期（2022年）、第2期（2023年）